# Hydrellia pubescens
Hydrellia pubescens är en tvåvingeart som beskrevs av Becker 1926. Hydrellia pubescens ingår i släktet Hydrellia och familjen vattenflugor. Inga underarter finns listade i Catalogue of Life.